# Maria Walliser
Maria Walliser (ur. 27 maja 1963 w Mosnang) – szwajcarska narciarka alpejska, trzykrotna medalistka olimpijska, czterokrotna medalistka mistrzostw świata oraz dwukrotna zdobywczyni Pucharu Świata.

## Kariera
W zawodach Pucharu Świata zadebiutowała w sezonie 1979/1980, jednak pierwsze punkty wywalczyła 3 grudnia 1980 roku w Val d’Isère, zajmując dziewiąte miejsce w zjeździe. W kolejnych startach wielokrotnie plasowała się w pierwszej dziesiątce, w tym 8 lutego 1981 roku w Zwiesel po raz pierwszy stanęła na podium, zajmując drugie miejsce w kombinacji. W zawodach tych wyprzedziła ją tylko Hanni Wenzel z Liechtensteinu, a trzecie miejsce zajęła Christin Cooper z USA. W sezonie 1980/1981 na podium stanęła także 24 marca 1981 roku w Wangs, gdzie była trzecia w slalomie. W klasyfikacji generalnej zajęła ostatecznie dwunaste miejsce. Podobne wyniki osiągnęła w sezonie 1981/1982, który ukończyła na siedemnastej pozycji. Na podium stawała dwukrotnie: 13 lutego 1982 roku w Arosa była trzecia w zjeździe, a dzień później w tej samej konkurencji zajęła drugie miejsce. Na przełomie stycznia i lutego 1982 roku brała udział w mistrzostwach świata w Schladming, gdzie jej najlepszym wynikiem było jedenaste miejsce w kombinacji. W zawodach tych wygrała zjazd do kombinacji, jednak w slalomie uzyskała dopiero dziewiętnasty wynik i ostatecznie uplasowała się tuż poza czołową dziesiątką.
Sezon 1982/1983 zajęła od zajęcia trzeciego miejsca w zjeździe 7 grudnia 1982 roku w Val d’Isère. Następnie 21 stycznia w Megève odniosła pierwsze pucharowe zwycięstwo, wygrywając bieg zjazdowy. Ponadto w tej konkurencji wygrała także 5 lutego w Sarajewie, 5 marca Mont-Tremblant była druga, a 18 marca 1983 roku w Furano zajęła trzecie miejsce w gigancie. W klasyfikacji generalnej była piąta, a w klasyfikacji zjazdu zajęła drugie miejsce, przegrywając tylko ze swą rodaczką, Doris de Agostini. Pięciokrotnie na podium stawała także w sezonie 1983/1984, który ukończyła na ósmym miejscu. W najlepszej trójce plasowała się: 8 grudnia w Val d’Isère wygrywając zjazd, 21 grudnia w Haus, 7 stycznia w Puy-Saint-Vincent i 13 stycznia w Bad Gastein zajmowała trzecie miejsce, a 21 stycznia 1984 roku w Verbier ponownie wygrała zjazd. Wyniki te dały jej Małą Kryształową Kulę za zwycięstwo w klasyfikacji zjazdu. Podczas igrzysk olimpijskich w Sarajewie wywalczyła swój pierwszy medal na arenie międzynarodowej. W biegu zjazdowym zajęła drugie miejsce, rozdzielając na podium swą rodaczkę Michelę Figini oraz Olgę Charvatovą z Czechosłowacji. Na tej samej imprezie wystąpiła także w gigancie, jednak nie ukończyła pierwszego przejazdu.
Z rozgrywanych w 1985 roku mistrzostw świata w Bormio wróciła bez medalu. W zjeździe zajęła tam szóste miejsce, a w gigancie uplasowała się dwie pozycje niżej. Wygrała zjazd do kombinacji, jednak w slalomie uzyskała 22. wynik i ostatecznie zajęła 21. miejsce. W zawodach pucharowych jedenaście razy stawała na podium, odnosząc przy tym zwycięstwo 8 marca 1985 roku w Banff, gdzie była najlepsza w zjeździe. Sezon 1984/1985 ukończyła na trzeciej pozycji w klasyfikacji generalnej, ulegając tylko dwóm innym Szwajcarkom: Micheli Figini i Brigitte Oertli. Była także druga w klasyfikacji zjazdu oraz trzecia w kombinacji.
Przez dwa kolejne sezony Walliser zdobywała Kryształową Kulę za zwycięstwo w klasyfikacji generalnej Pucharu Świata. W tym czasie łącznie 29. razy stawała na podium tego cyklu, w tym trzynaście razy zwyciężając. Najlepsza była 11 i 12 stycznia 1986 roku w Bad Gastein (zjazd i kombinacja), 5 lutego Valzoldana (gigant), 1 marca w Furano (zjazd), 8 i 9 maca 1986 roku w Sunshine (zjazd i kombinacja), 14 grudnia 1986 roku w Val d’Isère (supergigant), 20 grudnia 1986 roku w Valzoldana (gigant), 6 stycznia 1987 roku w Saalbach (supergigant), 18 stycznia w Bischofswiesen i 27 lutego Zwiesel (gigant), 15 marca w Vail (supergigant) oraz 22 marca 1987 roku w Sarajewie (gigant). Dzięki temu w sezonie 1985/1986 była najlepsza w klasyfikacjach zjazdu i kombinacji, a rok później zwyciężyła w klasyfikacjach giganta i supergiganta, a w zjeździe była druga. W lutym 1987 roku wystartowała na mistrzostwach świata w Crans-Montana, gdzie w czterech startach zdobyła trzy medale. Szwajcarka zwyciężyła tam w zjeździe i supergigancie, a w gigancie zajęła trzecie miejsce, plasując się za rodaczką Vreni Schneider i Mateją Svet z Jugosławii.
Najważniejszym punktem sezonu 1987/1988 były igrzyska olimpijskie w Calgary. Starty rozpoczęła od zajęcia czwartego miejsca w biegu zjazdowym, w którym walkę o podium przegrała o 0,27 sekundy z Kanadyjką Karen Percy. Następnie wywalczyła brązowy medal w kombinacji. Po zjeździe do kombinacji zajmowała drugie miejsce, tracąc do prowadzącej Francuzki Carole Merle 0,52 sekundy. W slalomie uzyskała jedenasty wynik, co dało jej jednak trzeci łączny czas, za Austriaczką Anitą Wachter i Brigitte Oertli. Dzień później była szósta w supergigancie, a w swoim ostatnim olimpijskim starcie zajęła trzecie miejsce w gigancie. W konkurencji tej uzyskiwała kolejno szósty i czwarty wynik przejazdów; wyprzedziły ją tylko Vreni Schneider oraz Christa Kinshofer z RFN. W zawodach pucharowych sezonu 1987/1988 na podium stanęła tylko trzy razy: 4 grudnia w Val d’Isère i 16 stycznia w Zinal wygrywała zjazd, a 6 stycznia 1988 roku w Tignes zajęła drugie miejsce w gigancie. W klasyfikacji generalnej była tym razem siódma, a w zjeździe zajęła trzecie miejsce.
Ostatni medal zdobyła na mistrzostwach świata w Vail w 1989 roku, zwyciężając w zjeździe. W zawodach tych wyprzedziła Karen Percy o 1,50 sekundy  i Karin Dedler z RFN o 1,51 sekundy. Na tych samych mistrzostwach zajmowała także czwarte miejsce w gigancie i supergigancie. Najpierw walkę o podium przegrała z Mateją Svet o 0,13 sekundy, a następnie z Michaelą Gerg z RFN o 0,19 sekundy. W zawodach PŚ na podium znalazła się dziesięć razy, przy czym zwyciężała w zjeździe 15 grudnia w Altenmarkt i 19 stycznia w Tignes oraz w gigancie 4 marca 1989 roku w Furano. W klasyfikacji generalnej była druga za Vreni Schneider, drugie miejsce zajęła także w klasyfikacji zjazdu, a w gigancie była trzecia. Startowała także w sezonie 1989/1990, który ukończyła na czwartej pozycji. Na podium plasowała się pięć razy, w tym 9 grudnia w Steamboat Springs i 13 stycznia 1990 roku w Haus i wygrywała zjazd. Triumf w Haus był jej ostatnim zwycięstwem na arenie międzynarodowej. Ostatni raz na podium zawodów pucharowych znalazła się niecały miesiąc później, 11 lutego 1990 roku w Meribel, zajmując trzecie miejsce w supergigancie. W sezonie tym zajęła ponadto piąte miejsce w klasyfikacjach zjazdu i supergiganta, szóste w gigancie i siódme w kombinacji. W marcu 1990 roku zakończyła karierę.
Wielokrotnie zdobywała medale mistrzostw Szwajcarii, w tym sześć złotych: w gigancie w 1985 roku, zjeździe w 1987 roku, supergigancie w 1990 roku oraz kombinacji w latach 1985, 1986 i 1987. W 1986 roku otrzymała nagrodę Skieur d’Or, przyznawaną przez Międzynarodowe Stowarzyszenie Dziennikarzy Narciarskich. W latach 1986–1987 była wybierana sportsmenką roku w Szwajcarii.

## Osiągnięcia

### Igrzyska olimpijskie
| Miejsce | Dzień     | Rok  | Miejscowość | Konkurencja | Czas biegu | Strata     | Zwyciężczyni     |
| ------- | --------- | ---- | ----------- | ----------- | ---------- | ---------- | ---------------- |
| DNF     | 13 lutego | 1984 | Sarajewo    | Gigant      | 2:20,98    | -          | Debbie Armstrong |
| 3.      | 16 lutego | 1984 | Sarajewo    | Zjazd       | 1:13,36    | +0,05      | Michela Figini   |
| 4.      | 19 lutego | 1988 | Calgary     | Zjazd       | 1:25,86    | +1,03      | Marina Kiehl     |
| 3.      | 21 lutego | 1988 | Calgary     | Kombinacja  | 29,25 pkt  | +22,03 pkt | Anita Wachter    |
| 6.      | 22 lutego | 1988 | Calgary     | Supergigant | 1:19,03    | +1,45      | Sigrid Wolf      |
| 3.      | 24 lutego | 1988 | Calgary     | Gigant      | 2:06,49    | +1,23      | Vreni Schneider  |

### Mistrzostwa świata
| Miejsce | Dzień       | Rok  | Miejscowość   | Konkurencja | Czas biegu | Strata      | Zwyciężczyni    |
| ------- | ----------- | ---- | ------------- | ----------- | ---------- | ----------- | --------------- |
| 11.     | 31 stycznia | 1982 | Schladming    | Kombinacja  | 8,99 pkt   | +66,75 pkt  | Erika Hess      |
| 12.     | 4 lutego    | 1982 | Schladming    | Zjazd       | 1:37,47    | +1,47       | Gerry Sorensen  |
| 6.      | 3 lutego    | 1985 | Bormio        | Zjazd       | 1:26,96    | +1,80       | Michela Figini  |
| 21.     | 4 lutego    | 1985 | Bormio        | Kombinacja  | 18,72 pkt  | +126,51 pkt | Erika Hess      |
| 8.      | 6 lutego    | 1985 | Bormio        | Gigant      | 2:18,53    | +1,58       | Diann Roffe     |
| DSQ     | 30 stycznia | 1987 | Crans-Montana | Kombinacja  | 15,32 pkt  | -           | Erika Hess      |
| 1.      | 1 lutego    | 1987 | Crans-Montana | Zjazd       | 1:43,80    | -           | -               |
| 1.      | 3 lutego    | 1987 | Crans-Montana | Supergigant | 1:19,17    | -           | -               |
| 3.      | 5 lutego    | 1987 | Crans-Montana | Gigant      | 2:21,22    | +2,29       | Vreni Schneider |
| 1.      | 5 lutego    | 1989 | Vail          | Zjazd       | 1:46,50    | -           | -               |
| 4.      | 8 lutego    | 1989 | Vail          | Supergigant | 1:19,46    | +0,23       | Ulrike Maier    |
| 4.      | 11 lutego   | 1989 | Vail          | Gigant      | 2:29,37    | +2,68       | Vreni Schneider |

### Puchar Świata

#### Miejsca w klasyfikacji generalnej
- sezon 1980/1981: 12.
- sezon 1981/1982: 17.
- sezon 1982/1983: 5.
- sezon 1983/1984: 8.
- sezon 1984/1985: 3.
- sezon 1985/1986: 1.
- sezon 1986/1987: 1.
- sezon 1987/1988: 7.
- sezon 1988/1989: 2.
- sezon 1989/1990: 4.

#### Zwycięstwa w zawodach
1. Megève – 21 stycznia 1983 (zjazd)
2. Sarajewo – 5 lutego 1983 (zjazd)
3. Val d’Isère – 8 grudnia 1983 (zjazd)
4. Verbier – 21 stycznia 1984 (zjazd)
5. Banff – 8 marca 1985 (zjazd)
6. Bad Gastein – 11 stycznia 1986 (zjazd)
7. Bad Gastein – 12 stycznia 1986 (kombinacja)
8. Valzoldana – 5 lutego 1986 (gigant)
9. Furano – 1 marca 1986 (zjazd)
10. Sunshine – 8 marca 1986 (zjazd)
11. Sunshine – 9 marca 1986 (kombinacja)
12. Val d’Isère – 14 grudnia 1986 (supergigant)
13. Valzoldana – 20 grudnia 1986 (gigant)
14. Saalbach – 6 stycznia 1987 (supergigant)
15. Bischofswiesen – 18 stycznia 1987 (gigant)
16. Zwiesel – 27 lutego 1987 (gigant)
17. Vail – 15 marca 1987 (supergigant)
18. Sarajewo – 22 marca 1987 (gigant)
19. Val d’Isère – 4 grudnia 1987 (zjazd)
20. Zinal – 16 stycznia 1988 (zjazd)
21. Altenmarkt – 15 grudnia 1988 (zjazd)
22. Tignes – 19 stycznia 1989 (zjazd)
23. Furano – 4 marca 1989 (gigant)
24. Steamboat Springs – 9 grudnia 1989 (zjazd)
25. Haus – 13 stycznia 1990 (zjazd)

- 25 zwycięstw pucharowych (14 zjazdów, 6 gigantów, 3 supergiganty i 2 kombinacje).

#### Pozostałe miejsca na podium
1. Pfronten – 8 lutego 1981 (kombinacja) – 2. miejsce
2. Wangs – 24 marca 1981 (slalom) – 3. miejsce
3. Arosa – 13 lutego 1982 (zjazd) – 3. miejsce
4. Arosa – 14 lutego 1982 (zjazd) – 2. miejsce
5. Val d’Isère – 7 grudnia 1982 (zjazd) – 3. miejsce
6. Mont-Tremblant – 5 marca 1983 (zjazd) – 2. miejsce
7. Furano – 18 marca 1983 (gigant) – 3. miejsce
8. Haus – 21 grudnia 1983 (zjazd) – 3. miejsce
9. Puy-Saint-Vincent – 7 stycznia 1984 (zjazd) – 3. miejsce
10. Bad Gastein – 13 stycznia 1984 (zjazd) – 3. miejsce
11. Davos – 8 grudnia 1984 (supergigant) – 2. miejsce
12. Madonna di Campiglio – 15 grudnia 1984 (gigant) – 2. miejsce
13. Santa Caterina – 9 stycznia 1985 (kombinacja) – 3. miejsce
14. Bad Kleinkirchheim – 10 stycznia 1985 (zjazd) – 3. miejsce
15. Bad Kleinkirchheim – 11 stycznia 1985 (kombinacja) – 2. miejsce
16. Pfronten – 13 stycznia 1985 (supergigant) – 3. miejsce
17. Vail – 2 marca 1985 (zjazd) – 3. miejsce
18. Vail – 3 marca 1985 (gigant) – 3. miejsce
19. Arosa – 8 marca 1985 (kombinacja) – 3. miejsce
20. Banff – 9 marca 1985 (zjazd) – 3. miejsce
21. Sestriere – 12 grudnia 1985 (kombinacja) – 3. miejsce
22. Val d’Isère – 12 grudnia 1985 (zjazd) – 3. miejsce
23. Val d’Isère – 13 grudnia 1985 (zjazd) – 2. miejsce
24. Maribor – 6 stycznia 1986 (kombinacja) – 2. miejsce
25. Puy-Saint-Vincent – 17 stycznia 1986 (supergigant) – 2. miejsce
26. Crans-Montana – 2 lutego 1986 (zjazd) – 2. miejsce
27. Sunshine – 9 marca 1986 (gigant) – 2. miejsce
28. Vail – 15 marca 1986 (zjazd) – 3. miejsce
29. Waterville Valley – 6 grudnia 1986 (gigant) – 2. miejsce
30. Val d’Isère – 12 grudnia 1986 (zjazd) – 2. miejsce
31. Val d’Isère – 13 grudnia 1986 (zjazd) – 2. miejsce
32. Saalbach – 5 stycznia 1987 (gigant) – 3. miejsce
33. Mellau – 10 stycznia 1987 (zjazd) – 2. miejsce
34. Pfronten – 16 stycznia 1987 (zjazd) – 3. miejsce
35. Megève – 13 lutego 1987 (gigant) – 3. miejsce
36. Vail – 14 marca 1987 (zjazd) – 3. miejsce
37. Tignes – 6 stycznia 1988 (gigant) – 2. miejsce
38. Schwarzenberg – 6 stycznia 1989 (gigant) – 3. miejsce
39. Grindelwald – 13 stycznia 1989 (zjazd) – 3. miejsce
40. Grindelwald – 14 stycznia 1989 (supergigant) – 3. miejsce
41. Tignes – 21 stycznia 1989 (gigant) – 3. miejsce
42. Lake Louise – 18 lutego 1989 (zjazd) – 2. miejsce
43. Lake Louise – 19 lutego 1989 (zjazd) – 2. miejsce
44. Steamboat Springs – 24 lutego 1989 (zjazd) – 2. miejsce
45. Maribor – 20 stycznia 1990 (gigant) – 3. miejsce
46. Méribel – 10 lutego 1990 (supergigant) – 2. miejsce
47. Méribel – 11 lutego 1990 (supergigant) – 3. miejsce